# Megalestes
Megalestes – rodzaj ważek z rodziny Synlestidae.

## Podział systematyczny
Do rodzaju należą następujące gatunki:
- Megalestes australis Karube, 2014
- Megalestes distans Needham, 1930
- Megalestes gyalsey Gyeltshen, Kalkman & Orr, 2017
- Megalestes haui Wilson & Reels, 2003
- Megalestes heros Needham, 1930
- Megalestes irma Fraser, 1926
- Megalestes kurahashii Asahina, 1985
- Megalestes lieftincki Lahiri, 1979
- Megalestes major Selys, 1862
- Megalestes micans Needham, 1930
- Megalestes omeiensis Chao, 1965
- Megalestes riccii Navás, 1935

Gatunkiem typowym jest Megalestes major.